# رودلف هاس
رودلف هاس (بالألمانية: Rudolf Hasse)‏ هو متسابق دراجات نارية وجندي ألماني، ولد في 30 مايو 1906 في ميتفايدا في ألمانيا، وتوفي في 12 أغسطس 1942 في ماكيفكا في أوكرانيا بسبب زحار.

## روابط خارجية
- رودلف هاس على موقع IMDb (الإنجليزية)
- رودلف هاس على موقع Racing-Reference.info (الإنجليزية)
- رودلف هاس على موقع DriverDB.com (الإنجليزية)